# Lara-Isabelle Rentinck
Lara-Isabelle Rentinck (Berlin, 18. kolovoza 1986.) njemačka je filmska i televizijska glumica i fotomodel.

## Životopis
Usporedno sa školovanjem Rentinck je pohađala nastavu glume i pjevanja i sudjelovanja u radionici kamere i glume. S 15 godina završila je praktik na privatnoj kazališnoj kući Komödie Dresden.
Nakon uloge u filmu 24berlin glumila je u Sat.1-ovoj telenoveli Zaljubljena u Berlin. 2006. je godine skupa s kolegom iz te serije Manuelom Cortezom surađivala na "projektu Shakespeare" (kao Giuulietta odnosno Romeo).
Od 23. studenoga 2007. glumila je s kolegicom iz iste serije Ulrike Mai u kazališnoj kući Komödie Dresden u komadu Ferienheim Bergkristall – Gäste, Gauner und Gespenster. Glumila je glavnu ulogu, lik Kitty Bang. Apsolvirala je i školovanje kod Ursule Gompf. U ZDF-ovoj televizijskoj seriji Obalnoj straži ženu s broda, lik Pije Cornelius. U kolovozu 2016. godine pozirala je za časopis Playboy.

## Filmografija
- 2005. – 2007.: Verliebt in Berlin
- 2006.: Verliebt in Berlin – Das Ja-Wort
- 2008.: Die Geschichte Mitteldeutschlands – Glück ohne Ruh' – Goethe und die Liebe
- 2008.: Die 25. Stunde – Feuerteufel
- 2009.: SOKO 5113 – Flüchtige Liebe
- 2009.: Hallo Robbie! – Altlasten
- 2009.: Der Landarzt – Intrige mit Folgen
- 2009.: Mord ist mein Geschäft, Liebling
- 2009.: Barbara Wood – Karibisches Geheimnis
- 2009.: Notruf Hafenkante – Falsche Töne
- 2009.: Killerjagd. Töte mich, wenn du kannst
- 2010.: Jerry Cotton
- 2011.: Marienhof
- 2011. – 2016.: Küstenwache
- 2012.: Der letzte Bulle – Zur Kasse, Schätzchen
- 2013.: Kripo Holstein – Mord und Meer
- 2015.: Die Rosenheim-Cops – In Schönheit sterben
- 2016.: Letzte Spur Berlin - Unantastbar

## Vanjske poveznice
- Lara-Isabelle Rentinck u internetskoj bazi filmova IMDb-u (engl.)
- Službene stranice Lare-Isabelle Rentinck
- Lara-Isabelle Rentinck  Arhivirana inačica izvorne stranice od 21. siječnja 2010. (Wayback Machine) na stranicama telenovele SAT-a 1 Verliebt in Berlin